# Brigada Kfir
La Brigada d'Infanteria Kfir, (en hebreu: חטיבת כפיר, Hativat Kfir) forma part de la 162.ª Divisió militar del Comandament Central del Tsahal, i és la brigada d'infanteria més jove de les FDI. Aquesta unitat militar es va formar oficialment en el mes de febrer de 2005. Les brigades d'infanteria proporcionen flexibilitat i maniobrabilitat en el camp de batalla modern. Són capaçes d'operar sota condicions adverses, en la ciutat o camp obert, i en qualsevol temps, de dia o de nit, amb una combinació de moviments ràpids i potència de foc. Els batallons de la brigada Kfir, estan capacitats per lluitar sols, tot i que poden unir-se amb altres forces de combat. Poden ser transportats al camp de batalla en helicòpter, lluitar a peu o juntament amb vehicles blindats, tancs i vehicles de transport blindat de personal i pot operar contra els blindats, els helicòpters d'atac i la infanteria enemiga.
La Brigada Kfir és un component important en el manteniment de la seguretat d'Israel, ja que s'especialitza en la lluita contra el terrorisme i el combat dins d'àrees urbanes densament poblades. Els soldats de la brigada Kfir, estan a l'avantguarda d'una lluita decidida contra el terrorisme i comparteixen la càrrega d'intensos combats. Els batallons de la brigada Kfir, estan desplegats a cada ciutat palestina important, des d'Hebron, al sud de Tulkarem i Jenin, fins al nord (abans de la retirada de l'any 2005 i la desconexió, la brigada Kfir, també estava desplegada en la Franja de Gaza). La brigada duu a terme operacions complexes i difícils, exigint que els soldats demostrin un alt nivell d'experiència, constància, iniciativa i determinació sobre una base diària.
Els soldats de la brigada Kfir han tingut un paper important en les operacions regulars i especials en la guerra d'Israel contra el terrorisme. Entre els seus èxits està la captura de terroristes suïcides i les seves bases, han participat també en la confiscació d'armes il·legals i explosius. Les unitats de la brigada Kfir, també han estat fonamentals en moltes operacions perilloses de les FDI incloent: l'Operació Escut Defensiu (2002), l'Operació Hivern Calent (2008) i l'Operació Plom Fos (2009).
La brigada Kfir, és una de les cinc brigades regulars del Cos d'Infanteria. Aquest cos és responsable de la formació i la coordinació de les operacions de la infanteria juntament amb les altres forces. Aquest cos està supervisat pel Comandament de les forces terrestres de les FDI. Aquest comandament, és el responsable de la unificació i la simplificació de les operacions de la infanteria, els vehicles blindats, l'artilleria i les forces d'enginyeria, la doctrina i la formació dels soldats, la planificació de les operacions, la recerca, el desenvolupament i l'innovació tecnològica.

## Formació
Els soldats de la Brigada Kfir s'entrenen en el combat urbà. Els soldats de la Brigada Kfir se sotmeten a un entrenament de combat intens, que els prepara per a l'acció en les zones urbanes, i pels combats amb la població palestina local. Durant quatre mesos i mig de formació bàsica, els soldats aprenen els fonaments de la disciplina en l'exèrcit i milloren la seva condició física, mentre que per convertir-se en un expert en l'ús de diverses armes, com el fusell M16, la carrabina M4 i el fusell Tavor. Durant l'entrenament bàsic dels soldats també completaran no menys de 10 marxes forçades, aquestes proves, posen a prova la motivació i el treball en equip d'una unitat militar.
Després de l'entrenament bàsic, els soldats es sotmetran a tres mesos d'entrenament avançat, centrat en el combat urbà i la lluita com un grup integrat. Els futurs combatents, hauran de completar cursos de navegació, de resposta ràpida, d'explosius, i de combat. Els soldats hauran de lluitar peu, i seran transportats en vehicles blindats. Els soldats de la brigada Kfir, també seran sotmesos a cursos de llengua àrab que els permetran conversar millor amb els ciutadans palestins, aquesta serà una part important de les seves activitats operacionals, ja que implicarà tenir un contacte directe amb la població local. Per tal de passar a la formació avançada, cada soldat individual, haurà de superar amb èxit una cursa d'obstacles d'una milla de distància, així com demostrar un alt nivell d'aptitud física a través de diverses proves d'aptitud de l'exèrcit.
En finalitzar la seva capacitació avançada, la majoria dels soldats s'uniran a una unitat militar, en un dels sis batallons de la brigada Kfir. Els futurs combatents que han estat seleccionats, després de completar la seva formació militar bàsica, seran enviats posteriorment, a completar cursos de franctirador, cursos de conducció de vehicles, i cursos de formació per esdevenir paramèdics de combat.